# Georges Andrey
Georges Andrey, né le 24 mai 1938 à Lausanne, est un universitaire et historien suisse.

## Biographie
Georges Andrey naît à Lausanne en 1938.
Après avoir obtenu un baccalauréat latin-grec et philosophie en France, il s’inscrit à l’Université de Fribourg, où il obtient une licence et un doctorat ès lettres. Sa thèse, écrite sous la direction du professeur Roland Ruffieux, dont il est l’assistant, porte sur « Les émigrés français dans le canton de Fribourg (1789-1815) »,. Il devient historien alors que sa famille le destinait à la prêtrise.
Collaborateur scientifique du Fonds national suisse de la recherche scientifique puis du Département fédéral des affaires étrangères, il est en même temps chargé de cours d’histoire des médias à l’Université de Fribourg à partir de 1996, où il donne également l’histoire moderne de la Suisse.
Professeur émérite, il mène une activité d’historien en tant que chercheur, conférencier, auteur et vulgarisateur du passé. En reconnaissance de ses travaux de haute qualité et de sa contribution au rayonnement de la francophonie dans le monde, la France lui remet en 2004 l’insigne d’officier de l’Ordre des Palmes académiques.
Lauréat de plusieurs distinctions scientifiques, l’auteur, maintenant à la retraite, a fait publier plus d’une centaine de travaux historiques, le plus remarqué étant « L’Histoire de la Suisse pour les Nuls », ouvrage grand public dont le succès (22 000 exemplaires écoulés en deux ans) justifie une version allemande, publiée en 2009, sous le titre de « Schweizer Geschichte für Dummies ».
En hommage à ses travaux, une soixantaine d’historiens, dont Jean-François Bergier, lui offrent en 2009 un livre intitulé « Clio dans tous ses états ».

## Distinctions
- Officier de l'ordre des Palmes académiques

## Publications

### Ouvrages (sélection)
- L'Histoire de la Suisse pour les nuls ; Paris, 2007 ; ~600 pages ; réédité en deux volumes en 2011.
- La Suisse romande, une histoire à nulle autre pareille ; Pontarlier, éditions du Belvédère, 2012 ; 432 pages (+ cartes hors texte) ;  (ISBN 978-2884-192-279)
- Histoire de la Suisse et des Suisses. Ouvrage collectif. – 2e éd., Lausanne, Payot, 1985. – Paru également en versions allemande et italienne.
- Marc Mousson (1776-1861). Premier chancelier de la Confédération suisse. En collaboration avec Maryse Oeri von Auw. – Bière (Suisse), Éd. Cabédita, 2012.
- Louis d'Affry (1743-1810). Premier landamman de la Suisse. En collaboration avec Alain-Jacques Tornare. – Genève, Slatkine, 2003, 2007. – Paru également en version allemande : Der erste Landammann der Schweiz: Louis d’Affry 1743–1810. Die Eidgenossenschaft in napoleonischer Zeit, Hier und Jetzt, 2012.
- La franc-maçonnerie à Fribourg et en Suisse du XVIIIe   au   XXe siècle, Slatkine, Genève, 2001.

### Articles
- Georges Andrey, « La révolution Chenaux et ses historiens : deux siècles de controverse », Annales fribourgeoises, no 60,‎ 1992/1993, p. 57-70.
- Georges Andrey, « L'odyssée posthume de Pierre-Nicolas Chenaux (1740-1781) : Six exemples en Suisse romande: Baillod, Bonivard, Davel, Chenaux, Péquignat et Farinet », in: Histoire et légende,‎ 1987, p. 59-71.
- Georges Andrey, « Pierre-Nicolas Chenaux (1740-1781) : chef de l’insurrection populaire de 1781 », in 1700 Bulletin d’information de la ville de Fribourg, no 104,‎ 1994, p. 10-13.
- Georges Andrey, « Les métamorphoses du héros de la liberté : Chenaux à l’assaut de l’Ancien régime (1781-1798) », Musée d'Art et d'Histoire de Fribourg,‎ 1998, p. 21-27.

### Préfaces
- « Préface » de l'ouvrage de Serge Kurschat, Pierre-Nicolas Chenaux, le révolté gruérien, Éditions Montsalvens, 2017  (ISBN 9782970116110)